# Mohammad Shamsuddin
Mohammad Shamsuddin (15 september 1983) is een Bengalees atleet, die is gespecialiseerd in de 100 m. Eenmaal nam hij deel aan de Olympische Spelen, maar bleef medailleloos.

## Biografie
Op de Olympische Spelen van 2004 in Athene, geraakte Shamsuddin niet door de kwalificaties: in een tijd van 11,13 s eindigde hij als laatste in zijn reeks.

## Persoonlijke records
| Onderdeel | Prestatie | Datum        | Plaats |
| --------- | --------- | ------------ | ------ |
| 100 m     | 10,68 s   | 2 maart 2003 |        |
| 200 m     | 23,76 s   | 27 juli 2007 | Amman  |